# ショウアップナイターレジェンド
ショウアップナイターレジェンドは、2010年10月9日から2011年4月2日までニッポン放送で放送されていたスポーツ情報番組である。

## 概要
ニッポン放送では、2009年迄は平日夕方のナイターオフ番組を編成して来たが、2010年度はローカル枠は前年迄コンビを組んでいた、制作部アナウンサーの飯田がパーソナリティを務める『飯田浩司の「声だしていこー。」』と全国枠を『広瀬香美 ラジオdeフォロ〜ミ〜』に分割して、編成したため、『ショウアップナイター』等のスポーツ情報メインの番組は週末のみの編成に変わり、『ショウアップナイター』派生番組として「レジェンド」を開始。
パーソナリティを『ショウアップナイター○○』を全て担当して来た、スポーツ部の松本とプロ野球選手の造詣に深い、タレントの山田とコンビで構成。プロ野球等のスポーツ情報と山田の十八番芸である、スポーツ選手のエピソードトークの「語り」をメインに構成している。また、2011年1月15日放送分からは、スタジオ様子をUstreamで配信していた。

## 出演者

### パーソナリティ
- 山田雅人（タレント）
- 松本秀夫（ニッポン放送アナウンサー）

## 放送時間
元々、3月19日でナイターオフ期間終了予定だったが、同年3月11日に発生した東日本大震災により日本プロ野球開幕延期に伴い4月2日迄、放送期間が後ろ倒しとなった
- 土曜：18:00 - 19:00 - 2010年10月9日 - 2011年4月2日

## 番組コーナー

### 番組終了時点
- 山田雅人の競馬予想・週刊テンポイント!

競馬にも造詣が深い山田に、放送日翌日の中央競馬主催レースであるGIの予想を行うコーナー
- スポーツ・ウラのウラを密着取材!松本秀夫の週刊サタデイ!

毎週、松本が気になる話題の現場、新商品、気になるスポーツ等を自分の足で取材に行くコーナー
- - 松本ひでお 40代最後の挑戦！ 東京マラソンへの道!5時間を切れ!

第1回から継続してエントリーし続けている、東京マラソンで夢の4時間台突入すべく、有名マラソン選手にコース分析やコツをアドバイスして貰うコーナー
- 山田雅人 芸人レジェンド

2011年1月25日放送分から開始。番組放送後の雑談で好評だった、芸人のエピソードを語るコーナー
- スポーツプロフェッショナルトーク〜ダイエットマスターへの道〜

内包コーナー
同局OBの深澤弘とコーナースポンサーである日本ダイエット協会の当時：会長である福崎昭一で、様々なアスリートに健康法を伺うコーナー
- レジェンド・ライブラリー

リスナーメッセージで寄せられたリクエストから、過去の『ショウアップナイター』の名実況、迷実況の音源を紹介するコーナー
- レジェンドオリジナル山田雅人・かたりの世界

山田の十八番芸の1つである、スポーツ選手のエピソードトークや名シーンを語るコーナー